# メルボルン工科大学
メルボルン工科大学（メルボルンこうかだいがく、英語: Melbourne Institute of Technology）は、オーストラリアのメルボルンとシドニーにキャンパスを構え、主に留学生を対象とした民間専門教育機関である。オーストラリアの政府認定制度であるNEAS（National ELICOS Accreditation Scheme）公認のイングリッシュ・ランゲージ・センターであり、同工科大学の学生と院生に対しては商業、経理、経営、市場戦略、情報工学、コンピュータ・ネットワーキング、および電気通信工学における課程を受け持っている。

## 歴史
1996年にネパール系オーストラリア人の実業家であるシェシュ・ゲールとその妻であるジャムナ・グルングによって設立されたメルボルン工科大学は、当初はメルボルン・キャンバスから商業や情報工学、英語における課程を受け持っていた。2003年にメルボルン工科大学はニュージーランド大学と協力して、シドニー・キャンパスにUNE（ニューイングランド大学（University of New England, Australia）課程を受け持つシドニー・キャンパスを開設した。2016年10月、新しいメルボルン・キャンパスが歴史あるジ・アーガス・ビルに開設された。

## 運営
メルボルン工科大学はより高度な教育活動、総合的な指導、および大学の管理を監督する責務を担っている役員会によって運営されている 。2021年4月現在、役員会の会長は元オーストラリア・フェデレーション大学名誉総長であるウェイン・ロビンソン教授である。役員会は任命した最高経営責任者に、メルボルン工科大学経営陣としての責任を委譲している。2021年4月現在においての最高経営責任者は大学の共同創立者であるシェシュ・ゲールである。

## フェデレーション大学との提携
メルボルン工科大学はオーストラリア・フェデレーション大学の提携大学であり、メルボルンとシドニーにあるキャンパスにて一連のオーストラリア・フェデレーション大学の学生と院生の課程を受け持っている。メルボルン工科大学が施設、大学講師、個別指導教員、および学習指導を提供する一方、オーストラリア・フェデレーション大学が課程の質の向上や資格の授与を行うことで両大学の提携は成り立っている。メルボルン工科大学の全職員はオーストラリア・フェデレーション大学で教鞭を取ることが認められている。
メルボルン工科大学においてオーストラリア・フェデレーション大学の課程で入学した学生たちは、オーストラリア・フェデレーション大学入学の学生として出席している。課程を修了すると、彼らはオーストラリア・フェデレーション大学の学位を与えられる。学生たちはメルボルン工科大学においてオーストラリア・フェデレーション大学の学生と院生の学位を取得することができる。
- 商学士号（会計学） - ティーチアウト
- 専門会計学士号
- 情報工学士号（ビジネス制度）
- 情報工学士号
- 経営学士号（運営）
- 専門会計学準修士号
- 経営学準修士号
- 工学準修士号（企業制度と経営解析学）
- 工学準修士号（ソフトウェア工学）
- 経営学修士号（MM9） - ティーチアウト
- 経営学修士号（国際ビジネス）
- 専門会計学修士号
- 工学修士号（ソフトウェア工学）
- 工学修士号（企業制度と経営解析学）

## 大学の目標
2020年10月、最高経営責任者のシェシュ・ゲールは5年以内に大学自体の状況を切り替えることがメルボルン工科大学の目標であると発表した。